# Église Saint-Martin de Samer
L'église Saint-Martin est située à Samer, dans le Pas-de-Calais. Construite sur la base d'une chapelle du XIIe siècle, elle est agrandie au XVe siècle, et forme un ensemble original avec des demeures accolées.

## Historique et description
Une abbaye bénédictine, fondée par saint Wulmer au VIIe ou VIIIe siècle, est détruite au IXe siècle lors des invasions normandes, reconstruite au XIIe siècle puis désaffectée sous la Révolution.
À proximité, une chapelle est construite au XIIe siècle, formant la partie nord, appelée chapelle de la Vierge, et le chœur de l'église actuelle. 
Un plus grand chœur est édifié pour l'église au XVe siècle, en style gothique flamboyant, et juxtaposé au chœur antérieur. Des colonnes avec chapiteaux romans seraient un remploi provenant de l'ancienne église abbatiale. Détruite au XVIe siècle, l'église est restaurée au siècle suivant.
De nouveau endommagée à la Révolution, elle est restaurée au XIXe siècle. Son fronton date de 1863. Six verrières, réalisées par le maître verrier Nicolas Lorin de Chartres sont posées de 1864 à 1866 (baies n° 1, 2, 4, 5, 6 et 7). La baie n° 3, réalisée par les maîtres verriers Latteux et Bazin du Mesnil-Saint-Firmain date de 1898. Ces vitraux sont inscrits en tant que monument historique à titre d'immeuble .  
L'intérieur comporte des fonts baptismaux du XIe siècle, et des décors romans venant de l'ancienne abbatiale. Il est restauré en 1935.
Les maisons accolées à l'extérieur forment avec l'église un ensemble original et rare.
L'église est inscrite au titre des monuments historiques par arrêté du 10 juin 1926.

## Galerie
- Vues extérieures

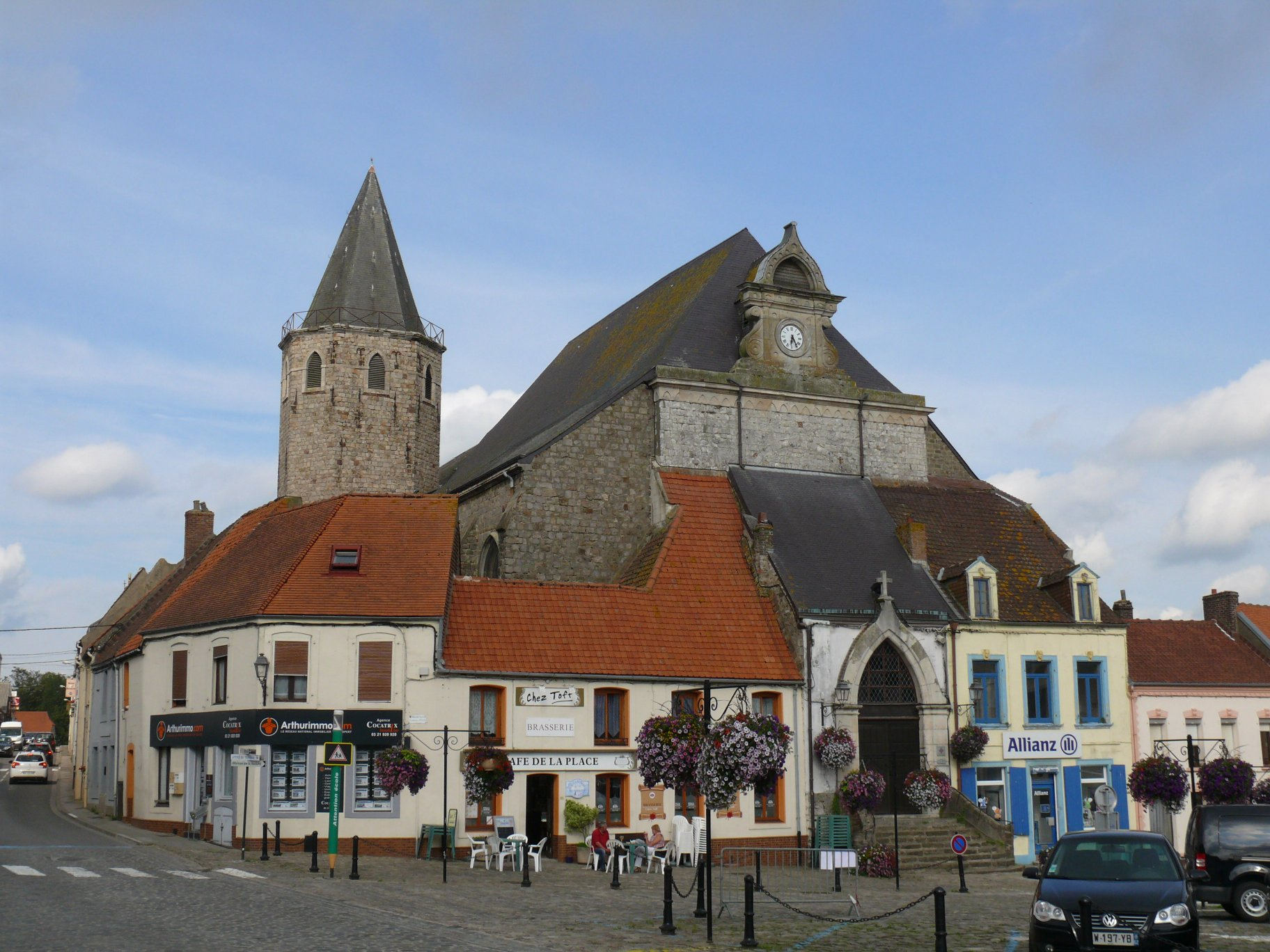
Vue du flanc nord.
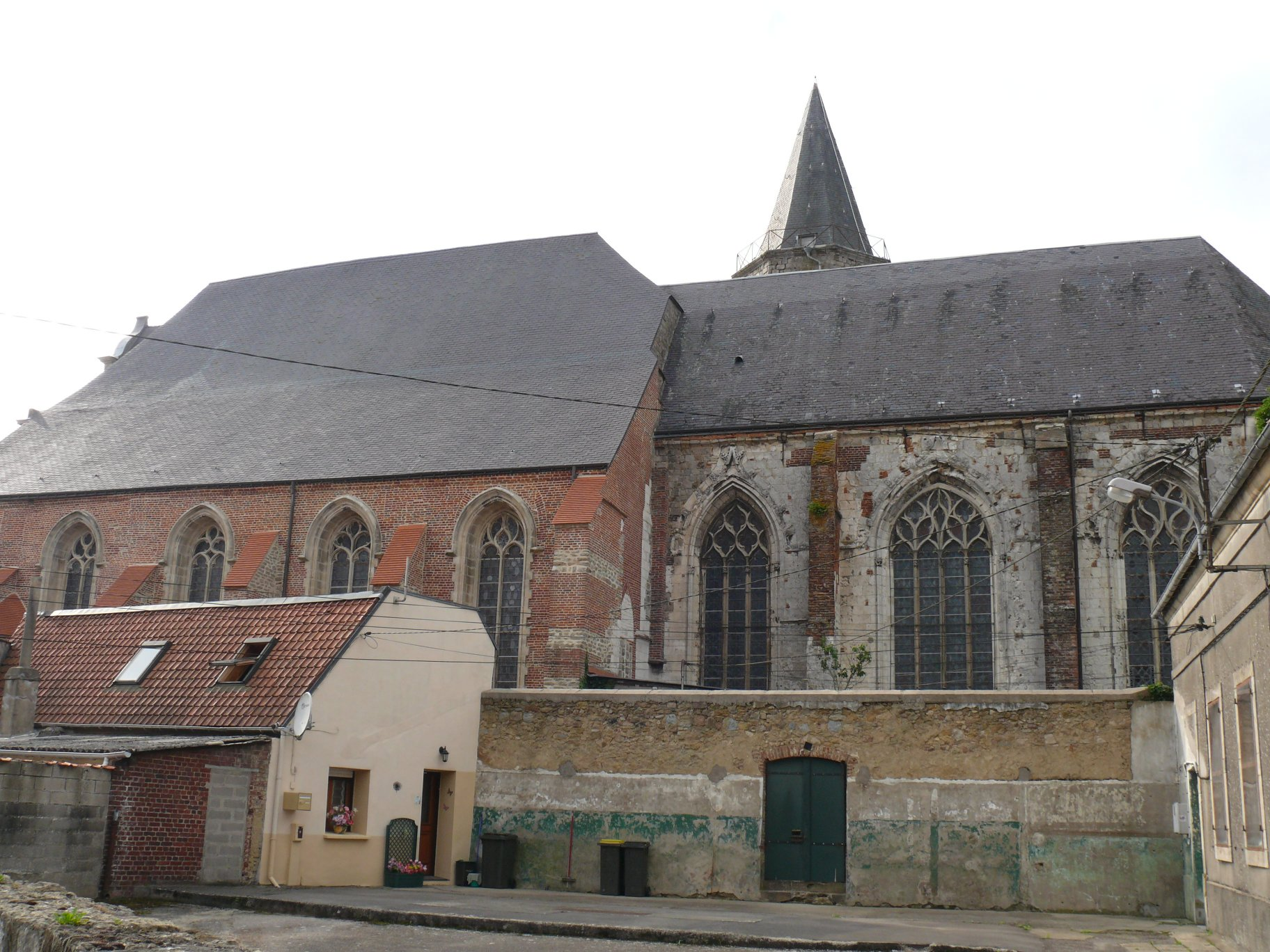
Vue du flanc sud.
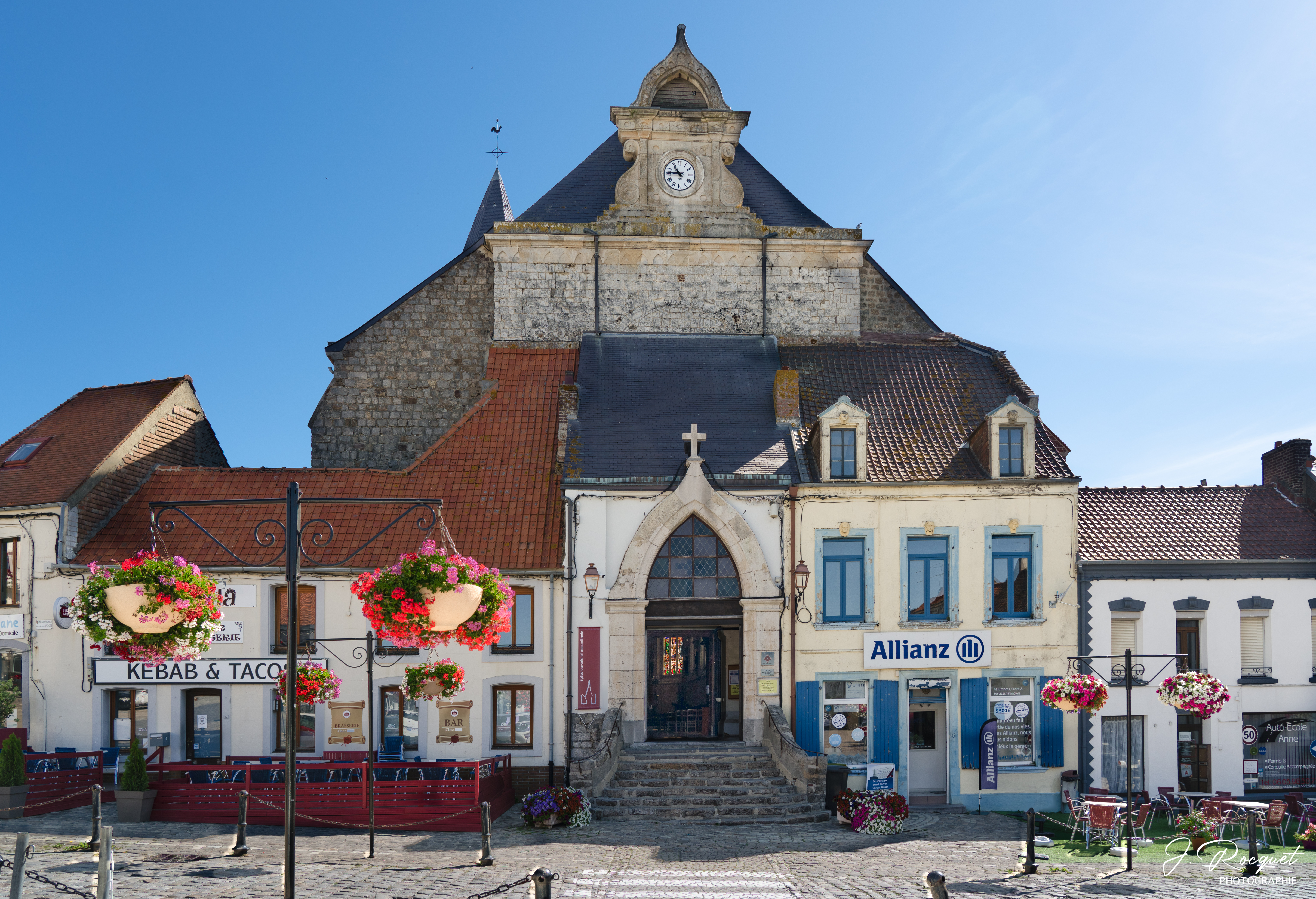
Vue de la place du Maréchal-Foch.

- Vues intérieures

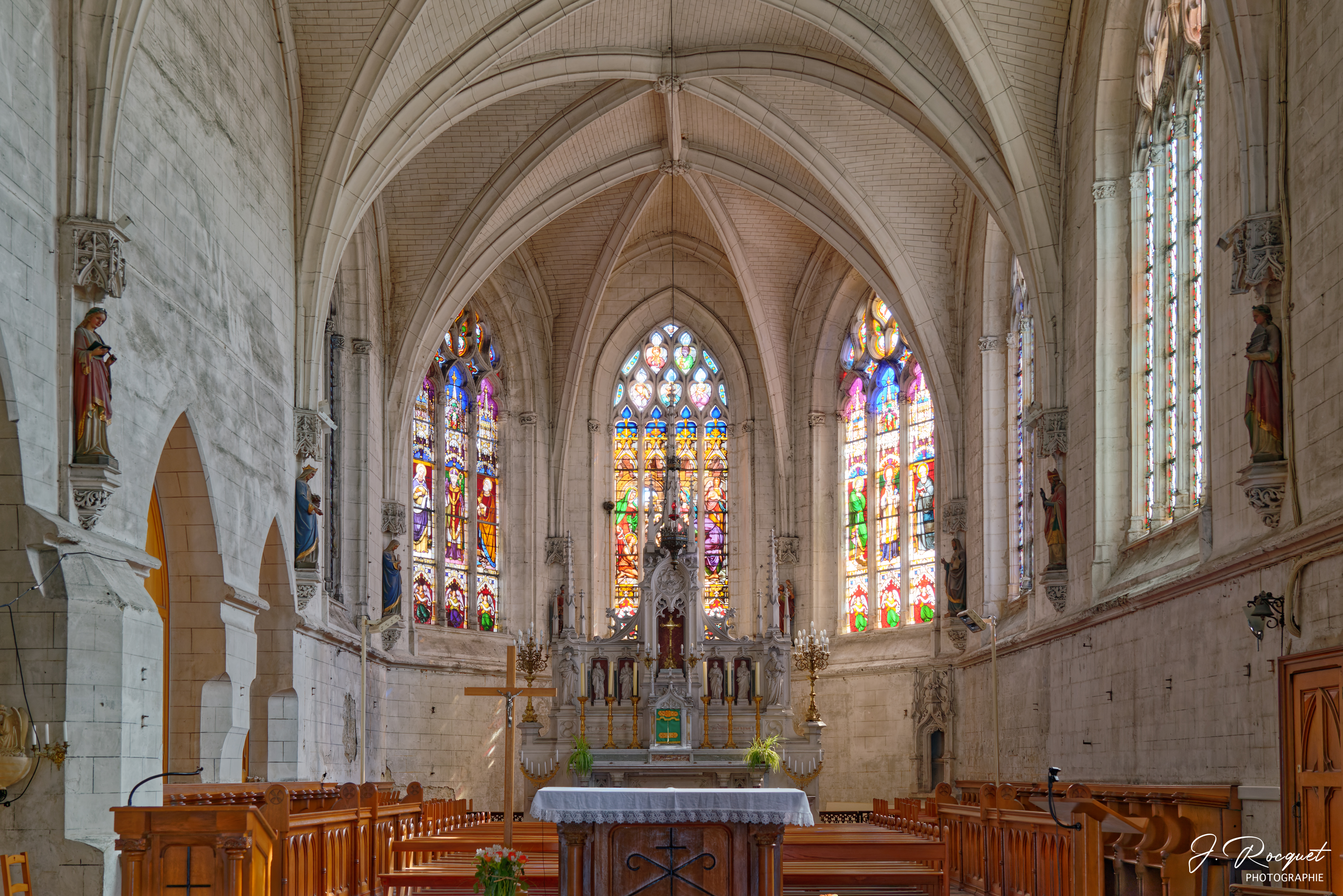
Les vitraux du chœur.
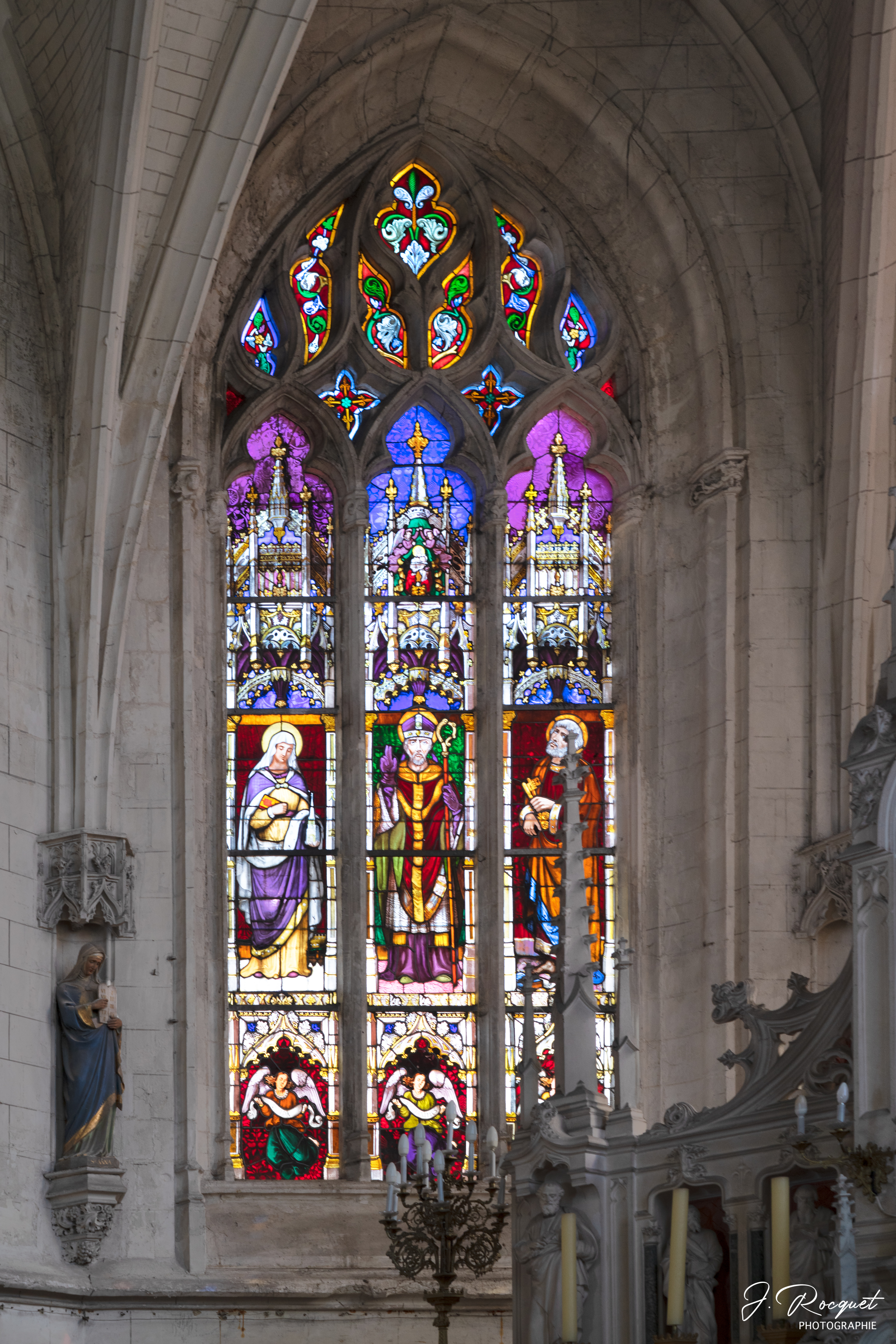
Le vitrail de gauche.
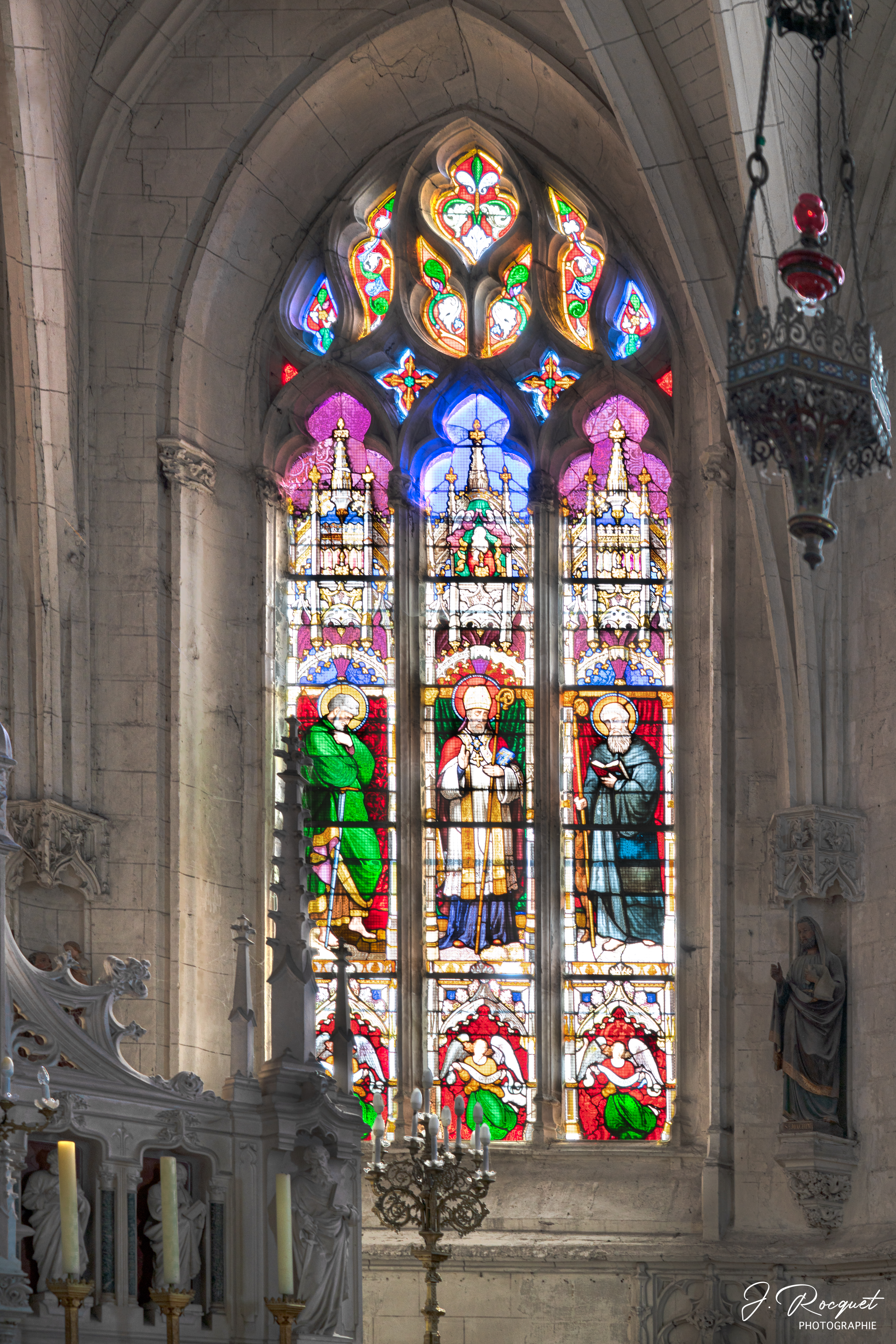
Le vitrail de droite.

- Les fonts baptismaux

On peut penser, comme il était courant à l'époque (XIe siècle), que les sculptures étaient colorées. Il semble subsister quelques faibles traces de couleur décelables sur les photographies ci-dessous.

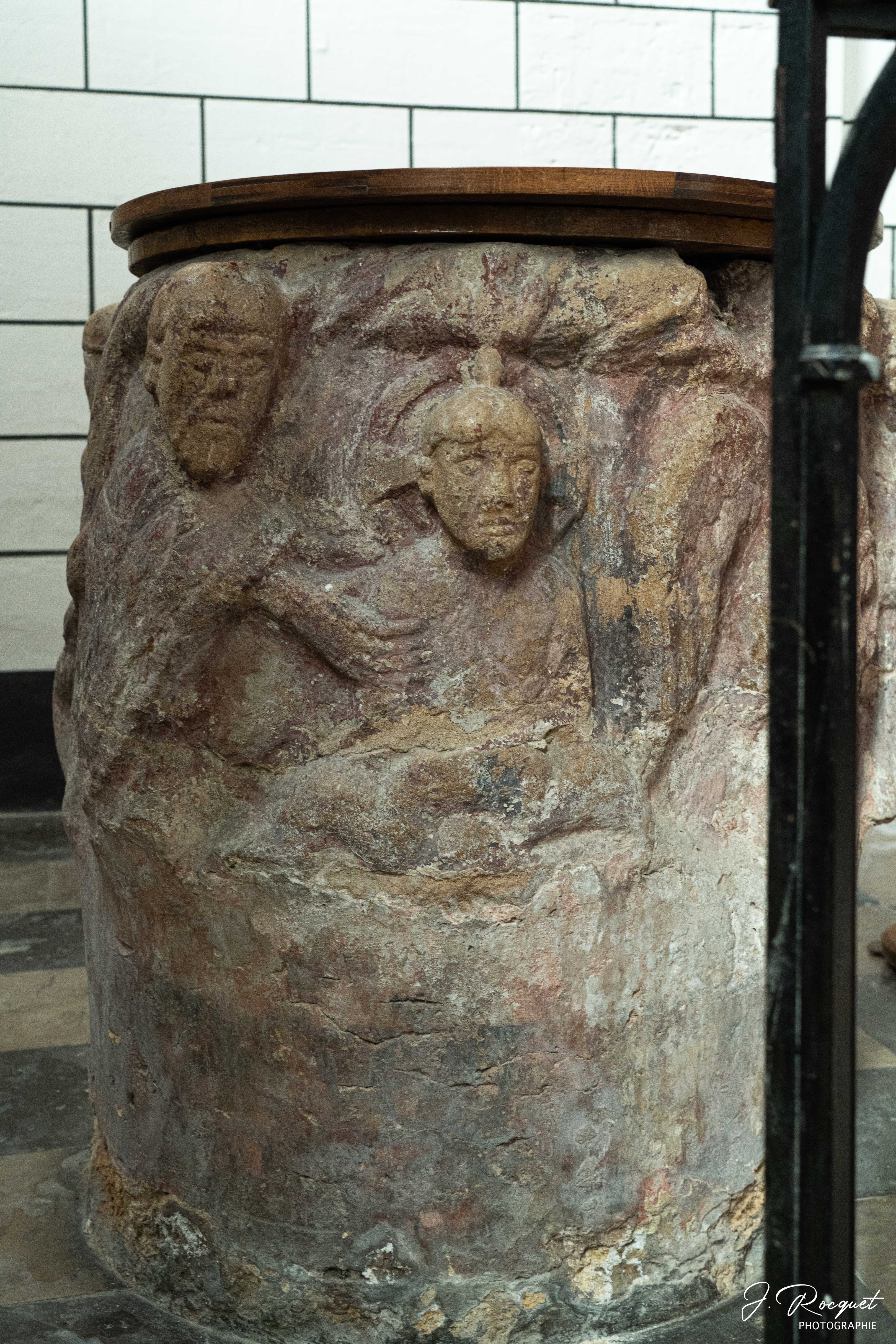
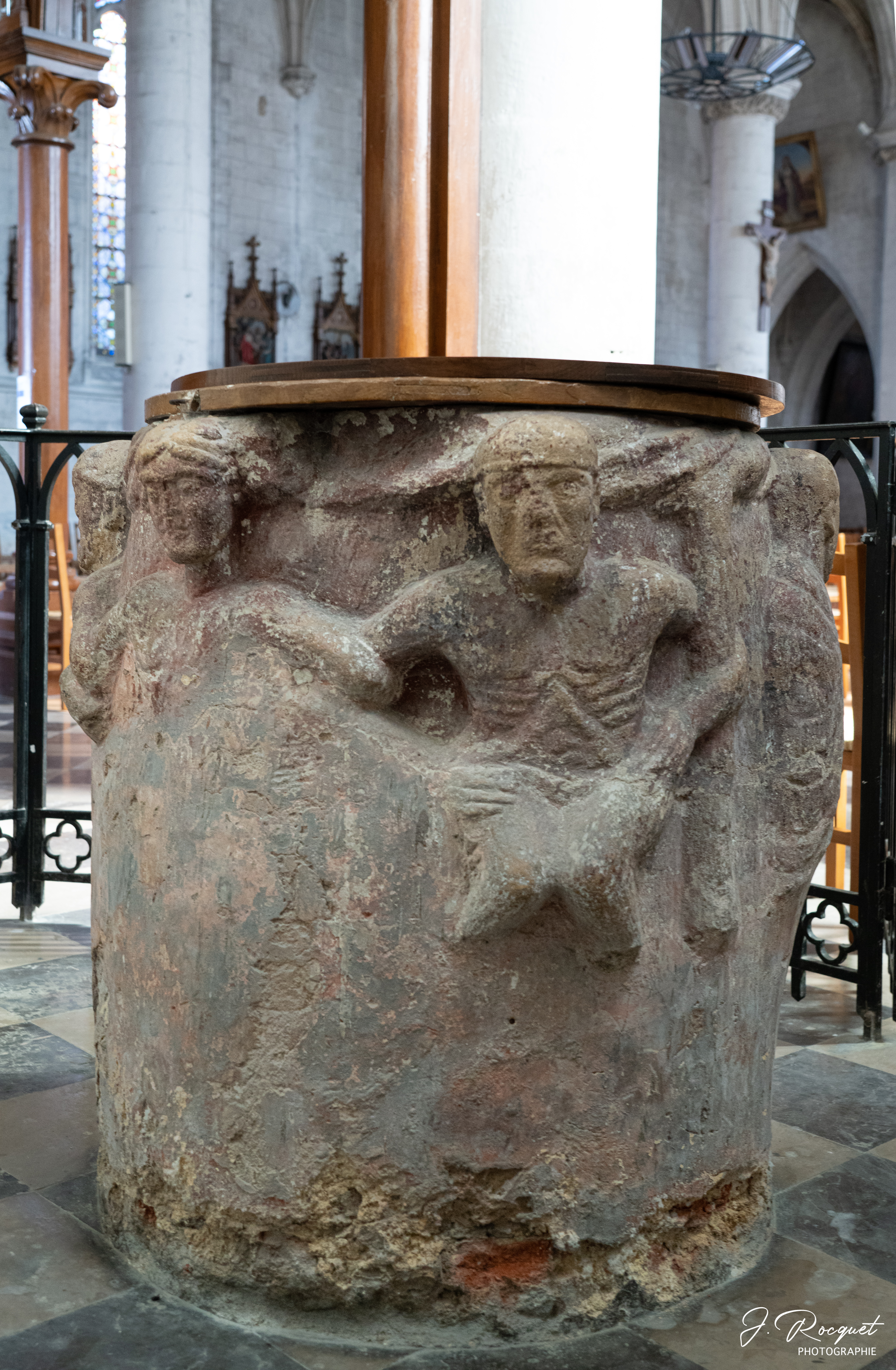
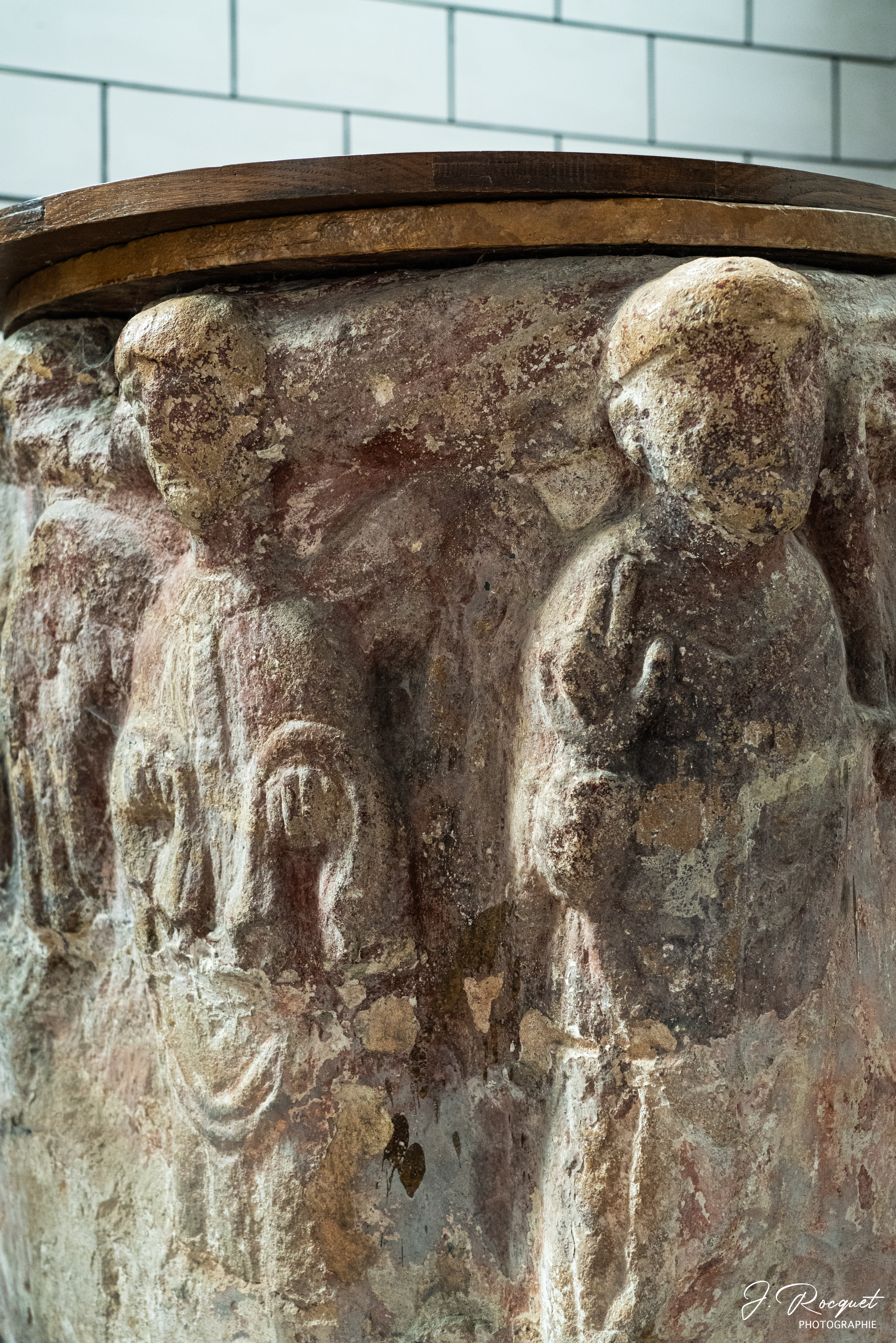

Un document signé P. Wintrebert affiché à l'intérieur de l'église Saint-Martin de Carly traite des fonts baptismaux romans. Voici l'extrait consacré à ceux de Samer :

« Les fonts baptismaux les plus connus sont ceux de Samer, tant en raison de leur ancienneté que de leur décor qui compte parmi les rares sculptures historiées d’époque romane que possède le département.

Ils se présentent sous la forme d un cylindre de 1,05 m de hauteur et de 1 m de diamètre. La moitié inférieure, plus étroite, devait primitivement s’enfoncer dans le sol afin de permettre aux catéchumènes d'accéder facilement à la cuve et de s’y tenir debout pour recevoir le baptême. Cette catégorie de fonts baptismaux qui se caractérise par l’absence de support, serait, selon les archéologues, une transposition dans la pierre des bassins de métal ou des tonneaux de bois utilisés par les premiers chrétiens pour le baptême. »